# Breogán
|  | Aquest article tracta sobre el mite celta. Si cerqueu l'equip de bàsquet, vegeu «Club Baloncesto Breogán». |

Breogán és el nom d'un mític rei celta de Galícia, segons les tradicions irlandeses recollides en una compilació del segle xi anomenada Lebor Gabála Érenn ('Llibre de les conquestes d'Irlanda'), que explica les diverses invasions que va patir l'illa.
Segons aquesta llegenda, el rei Breogán va fer construir a la ciutat de Brigantia, situada a la península Ibèrica, una torre de suficient alçada perquè els seus fills, Ith i Bile, poguessin veure des del punt més elevat la verdor de tota la costa. La visió d'aquesta llunyana terra els portà cap al nord fins a Irlanda, on Ith va morir assassinat. Com a venjança, els fills de Mil, net de Breogán i nebot d'Ith, van navegar des de Brigantia fins a Irlanda per a conquerir-la.
Els monjos irlandesos del segle xi que van dur a terme la compilació van relacionar Brigantia de Breogán amb la ciutat gallega de Brigantium, l'actual La Corunya. Els historiadors romàntics gallecs van difondre aquest mite durant el segle xix, i van arribar fins i tot a identificar la torre de Breogán amb la torre d'Hèrcules de La Corunya (en la qual s'hi ha erigit al costat una estàtua de Breogán). De la mateixa manera, Breogán és representat com el pare mitològic del poble gallec (a vegades, Galícia és descrita poèticament com la llar o nació de Breogán, com és en el cas de l'himne gallec (Os Pinos), basat en el poema homònim d'Eduardo Pondal.